# Попрад (река)
Попрад (пољ. Poprad) је река у Словачкој и Пољској. Дуга је 170 km. Улива се у Дунајец. 